# USS Glennon (DD-840)
USS Glennon (DD-840) là một tàu khu trục lớp Gearing được Hải quân Hoa Kỳ chế tạo vào giai đoạn cuối Chiến tranh Thế giới thứ hai. Nó là chiếc tàu chiến thứ hai của Hải quân Mỹ được đặt theo tên Chuẩn đô đốc James H. Glennon (1857-1940), người tham gia cuộc Chiến tranh Tây Ban Nha-Hoa Kỳ và Chiến tranh Thế giới thứ nhất. Hoàn tất khi chiến tranh đã kết thúc, con tàu tiếp tục phục vụ trong giai đoạn Chiến tranh Lạnh và Chiến tranh Việt Nam cho đến năm 1976. Nó bị đánh chìm như mục tiêu ngoài khơi Puerto Rico vào năm 1981.

## Thiết kế và chế tạo
Glennon được đặt lườn tại xưởng tàu của hãng Bath Iron Works Co. ở Bath, Maine vào ngày 12 tháng 3 năm 1945. Nó được hạ thủy vào ngày 14 tháng 7 năm 1945; được đỡ đầu bởi cô Frances Reading Glennon, cháu đô đốc Glennon, và nhập biên chế vào ngày 4 tháng 10 năm 1945 dưới quyền chỉ huy của Hạm trưởng, Trung tá Hải quân George W. Pressey.

## Lịch sử hoạt động

### 1945 - 1951
Sau khi hoàn tất chuyến đi chạy thử máy huấn luyện tại khu vực vịnh Guantánamo, Cuba, Glennon khởi hành từ Xưởng hải quân Boston ở Boston, Massachusetts vào ngày 12 tháng 2 năm 1946 cho chuyến đi sang Châu Âu, viếng thăm nhiều cảng tại khu vực Bắc Hải trước khi quay trở về New York vào tháng 8. Con tàu được bảo trì tại Boston và được đại tu tại căn cứ hải quân Newport, Rhode Island trước khi thực hiện chuyến đi huấn luyện ôn tập tại vịnh Guantánamo, Cuba trong tháng 4 và tháng 5 năm 1947. Trong một năm tiếp theo, nó tham gia nhiều đợt thực hành chiến thuật dọc bờ biển New England và đến các cảng phía Nam tại Florida. Trong tháng 2 và tháng 3 năm 1948, nó tham gia cuộc tập trận hạm đội và cơ động tại khu vực trải rộng từ Cuba đến Trinidad và vùng kênh đào Panama.
Glennon khởi hành từ Norfolk, Virginia vào tháng 6 năm 1948 cho một chuyến đi thực tập dành cho học viên sĩ quan, vốn đã đưa con tàu đến các cảng Bồ Đào Nha, Ý và Maroc. Nó gia nhập Đệ Lục hạm đội vào tháng 8 cho một lượt phục vụ tại khu vực Địa Trung Hải trước khi quay trở về Hoa Kỳ vào tháng 1 năm 1949, và được đại tu tại Xưởng hải quân Boston. Vào mùa Đông năm 1950, nó tham gia Chiến dịch Frostbite, một cuộc tập trận trong điều kiện thời tiết băng giá khắc nghiệt gần eo biển Davis, rồi đến ngày 4 tháng 1 năm 1950 lại khởi hành từ Newport cho một chuyến đi khác sang Địa Trung Hải.
Sau khi quay trở về Hoa Kỳ, Glennon tiến hành một loạt các chuyến đi huấn luyện cho quân nhân dự bị dọc theo vùng bờ Đông, và thực hành huấn luyện dọc bờ biển New England và vùng biển Caribe. Khởi hành từ Newport vào ngày 8 tháng 1 năm 1951, nó có một lượt phục vụ khác cùng Đệ Lục hạm đội tại Địa Trung Hải; và sau khi quay trở về Boston vào tháng 5, con tàu được đại tu trước khi hoạt động huấn luyện ôn tập ngoài khơi Cuba.

### 1952 - 1967
Trong tháng 1 và tháng 2 năm 1952, Glennon hoạt động cùng một đội đặc nhiệm tàu sân bay để tiến hành huấn luyện trong điều kiện thời tiết băng giá khắc nghiệt ở phía Bắc. Từ đến tháng 4 đến tháng 10, nó đảm nhiệm vai trò soái hạm cho Hải đội Khu trục 8, và đã lên đường vào tháng 6 cho một lượt hoạt động tại Địa Trung Hải, rồi quay trở về Annapolis, Maryland vào tháng 9. Trong tháng 7 và tháng 8 năm 1953, nó nằm trong thành phần một đội đặc nhiệm do thiết giáp hạm New Jersey (BB-62) làm soái hạm, vốn đã khởi hành từ Newport News, Virginia cho một chuyến đi thực hành dành cho học viên sĩ quan. Trong chuyến đi sang vùng biển Châu Âu kéo dài sáu tuần này, đội đặc nhiệm đã viếng thăm các cảng Cherbourg, Pháp; Lisbon, Bồ Đào Nha; và vịnh Guantánamo, Cuba.
Trong hơn một thập niên tiếp theo, Glennon tiếp tục nhịp điệu hoạt động tương tự trong thời bình, xen kẻ các lượt phái đi hoạt động tại Châu Âu với những giai đoạn sửa chữa và huấn luyện tại vùng bờ biển Đại Tây Dương. Ngoài ra nó còn tham gia vào Chương trình Mercury, khi tham gia vào hoạt động thu hồi tàu không gian Mercury-Redstone 4 đưa phi hành gia Gus Grissom lên dưới quỹ đạo vào tháng 8 năm 1961; rồi đến tháng 3 năm 1962 lại tham gia hoạt động thu hồi tàu không gian Friendship 7 đưa phi hành gia John Glenn lên quỹ đạo chung quanh trái đất. Đến tháng 4 năm 1963, nó đã tham gia vào hoạt động tìm kiếm chiếc tàu ngầm chạy năng lượng hạt nhân Thresher (SSN-593), vốn đã bị đắm khi đang hoạt động thử nghiệm lặn sâu tại vùng biển về phía Đông Boston.
Glennon trải qua một đợt nâng cấp tại Xưởng hải quân Boston trong khuôn khổ Chương trình Hồi sinh và Hiện đại hóa Hạm đội (FRAM: Fleet Rehabilitation and Modernization), nơi nó được sửa chữa và nâng cấp để kéo dài vòng đời hoạt động thêm 10 đến 20 năm, đồng thời nâng cao năng lực tác chiến. Khi hoàn tất vào ngày 24 tháng 7, 1963, nó được bổ sung những thiết bị điện tử, radar và sonar hiện đại, trang bị thêm tên lửa chống ngầm RUR-5 ASROC và máy bay trực thăng không người lái chống tàu ngầm Gyrodyne QH-50 DASH.
Trong thời gian còn lại của năm 1963, Glennon hoạt động huấn luyện tại vùng biển Caribe và phục vụ như tàu huấn luyện cho Trường Sonar Hạm đội tại Key West, Florida trước khi quay trở lại Boston để tái trang bị vào tháng 11. Nó tiếp tục hoạt động chống tàu ngầm trong các năm 1964 và 1965, và vào tháng 9, 1964 nó đã được chọn để đưa những vị khách mời tham gia cuộc đua thuyền buồm America's Cup. Vào cuối tháng 5, 1965, nó tham gia cuộc Tập trận "Mule 65", khi các học viên sĩ quan thuộc Học viện Quân sự Hoa Kỳ có dịp tham quan và thực hành trên con tàu.
Vào tháng 6, 1965, Glennon hộ tống cho Massachusetts (BB-59) đi đến Fall River, Massachusetts, nơi chiếc thiết giáp hạm được bảo tồn như một tàu bảo tàng và như một di tích lịch sử quốc gia. Trong lượt thực hành chống tàu ngầm năm 1966, nó đã tham gia cuộc tập trận quy mô lớn có sự tham gia của tàu sân bay Wasp (CVS-18), các tàu khu trục Conyngham (DDG-17), Corry (DD-817), William M. Wood (DD-715), Robert L. Wilson (DD-847), Waller (DD-466) và Laffey (DD-724), cùng các tàu ngầm Thornback (SS-418), Skipjack (SSN-585), Scorpion (SSN-589) và Tinosa (SSN-606).

### 1967 - 1976
Trong năm 1967, Glennon hoạt động huấn luyện và thực tập cùng các tàu khu trục Witek (DD-848) và Hugh Purvis (DD-709) dọc theo vùng bờ Đông và vùng biển Caribe, rồi lên đường cho một chuyến viếng thăm thiện chí đến Nam Mỹ cùng Norfolk (DL-1), Gyatt (DD-712), Sennet (SS-408) và Mullinnix (DD-944). Vào tháng 3, 1968, nó cùng với William R. Rush (DD-714) và Gainard (DD-706) được bố trí như tàu huấn luyện khu trục tại khu vực Caribe, và sang tháng 6 nó tập trận cùng một lực lượng 200 tàu chiến của Khối NATO tại vùng biển Bắc Đại Tây Dương. Sau đó con tàu được đại tu, và huấn luyện tác xạ, chống tàu ngầm, phòng không cũng như tham gia tập trận cùng McCloy (DE-1038), Charles S. Sperry (DD-697), Rich (DD-820), Damato (DD-871) và Lowry (DD-770) tại vùng biển Caribe, trước khi chuyển cảng nhà đến Charleston, South Carolina vào năm 1969.
Vào năm 1970, cùng với tàu khu trục Harold J. Ellison (DD-864), Glennon được phái sang phục vụ tại khu vực Trung Đông, hoạt động tại các vùng biển Ấn Độ Dương, Hồng Hải và vịnh Ba Tư. Nó tham gia các cuộc tập trận của hạm đội trước khi lên đường đi sang khu vực Tây Thái Bình Dương và Việt Nam vào năm 1972. Đi đến vùng chiến sự vào ngày 19 tháng 5, trong thành phần Lực lượng Đặc nhiệm 77, nó tham gia nhiều lượt hỗ trợ hải pháo cho trận chiến trên bộ trước khi quay trở về Hoa Kỳ vào tháng 9. Trong một cuộc tập trận ngoài khơi Virginia Capes vào tháng 4, 1973, đang khi được tiếp nhiên liệu từ chiếc tàu chở dầu Caloosahatchi (AO-98), mười bốn thành viên thủy thủ đoàn đã bị thương, buộc con tàu phải quay trở lại cảng Charleston. Nó lên đường đi sang Địa Trung Hải và Bắc Hải vào tháng 6, hoạt động cho đến tháng 12 cùng với tàu sân bay John F. Kennedy (CVA-67), tàu tuần dương Dale (DLG-19), các tàu khu trục Conyngham (DDG-17), Richard E. Bird (DDG-23), Sarsfield (DD-837) và New (DD-818) cùng tàu frigate Elmer Montgomery (DE-1082).
Vào năm 1974, Glennon được trang bị bổ sung thiết bị sonar thử nghiệm và hệ thống máy tính dữ liệu. Nó thực hành thử nghiệm thiết bị mới tại vùng biển Caribe cùng với các tàu ngầm Lapon (SSN-661), Grayling (SSN-646) và Tigrone (AGSS-419), và tiếp tục hoạt động như một nền tảng thử nghiệm trong phần lớn năm 1975 để đánh giá kỹ thuật các hệ thống sonar mới. Ngoài ra nó còn phục vụ canh phòng máy bay cho tàu sân bay America (CV-66), tham gia các cuộc tập trận của Khối NATO, cùng một chuyến đi đến vùng biển Caribe.
Glennon được cho xuất biên chế đồng thời rút tên khỏi danh sách Đăng bạ Hải quân vào ngày 1 tháng 10, 1976. Nó bị đánh chìm như một mục tiêu ngoài khơi Puerto Rico vào ngày 26 tháng 2, 1981.